# Maria Klementina av Österrike (1777–1801)
Maria Klementina av Österrike, född den 24 april 1777 i Villa Medicea del Poggio Imperiale, död den 15 november 1801, var ärkehertiginna av Österrike och genom giftermål kronprinsessa av Neapel och Sicilien.

## Biografi
Maria Klementina var dotter till kejsar Leopold II, tidigare storhertig av Toskana.
Äktenskapet arrangerades som ett led i en serie dynastiska allianspartier mellan Österrike och Neapel-Sicilien, föregått av äktenskapet mellan Frans II och Maria Teresa av Neapel och Sicilien och Ferdinand III av Toscana och Lovisa av Sicilien och Neapel. Vigseln skedde genom ombud i Wien 1790, men reellt först 1797, då hon begav sig till maken kronprins Frans. Hon försvagades av sin sista förlossning 1800 och avled i tuberkulos.

## Barn
- Carolina av Bägge Sicilierna (1798–1870), gift 1:o med Karl Ferdinand, hertig av Berry, andre son till kung Karl X av Frankrike, gift 2:o med Ettore Lucchesi Palli, furste di Campofranco, hertig della Grazia.
- Ferdinand (1800–1801).